# 実用聖書注解
『実用聖書注解』（じつようせいしょちゅうかい）は、日本の福音派による聖書全巻の聖書注解書。全1巻。『新聖書注解』の全面改訂を志したもの。福音派を代表する神学者宇田進らが編集員を務め、企画から、執筆、編集、そして、1995年の出版まで5年の歳月をかけた。新改訳聖書が第3版になったのに伴い、2008年には改訂版にあたる『新実用聖書注解』が刊行された。

## 特色
- テキストは新改訳聖書第2版（『新実用聖書注解』では第3版）が使われているが、ヘブル語とギリシア語の原典や、新共同訳聖書などの聖書翻訳を参照している。
- プロテスタント福音主義の諸教会に所属する当時の有力な神学者、聖書学者の教職者が多数執筆している。
- できる限り、最近の聖書学研究の成果を取り入れている。

## 執筆者
- 荒井隆志（ピレモンへの手紙）
- 石黒則年（民数記）
- 市川康則（ヘブル人への手紙）
- 伊藤明生（ピリピ人への手紙）
- 伊藤淑美（テサロニケ人への手紙第一、テサロニケ人への手紙第二）
- 岩井清（サムエル記）
- 宇田進(啓示と聖書)
- 内田和彦（マタイの福音書）
- 太田和功一（ヤコブの手紙）
- 奥田久良（エペソ人への手紙）
- 奥村修武（ヨシュア記）
- 小野静雄（使徒の働き）
- 勝原忠明(オバデヤ書、ヨナ書、ミカ書）
- 金田幸男（コロサイ人への手紙）
- 熊谷徹（ルカの福音書）
- 倉沢正則（ペテロの手紙第一、ペテロの手紙第二）
- 久利英二（列王記）
- 榊原康夫(聖書の正典と外典)
- 柴田敏彦（テモテへの手紙第一、テモテへの手紙第二）
- 清水武夫（エゼキエル書）
- 下川友也（ナホム書、ゼパニヤ書）
- 杉本智俊（士師記）
- 鈴木昌（エズラ記、ネヘミヤ記、エステル記）
- 鈴木英昭（ヨハネの黙示録）
- 鷹取裕成（ヨブ記）
- 千代崎秀雄（歴代誌）
- 津村俊夫(ハバクク書)
- 富井悠夫（詩篇、旧約聖書）
- 中尾邦三(テトスへの手紙）
- 中沢啓介（エレミヤ書、哀歌）
- 鍋谷堯爾（聖書の本文と解釈）
- 西満（聖書地理、聖書の歴史年表）
- 橋本龍三（ローマ人への手紙）
- 服部嘉明（イザヤ書）
- 藤本光悦（ユダの手紙）
- 藤本満（マルコの福音書）
- 松本任弘（創世記）
- 三野孝一（レビ記）
- 宮村武夫（ガラテヤ人への手紙）
- 村上宣道（ヨハネの手紙第一、ヨハネの手紙第二、ヨハネの手紙第三）
- 森和亮（ルツ記）
- 安田吉三郎（出エジプト記）
- 山口勝政（ハガイ書、ゼカリヤ書、マラキ書）
- 山口昇（箴言、伝道者の書、雅歌、新約聖書）
- 山崎順治（申命記）
- 山下正雄（ヨハネの福音書）
- 山中雄一郎（コリント人への手紙第一、コリント人への手紙第二）
- 油井義昭（ダニエル書、ホセア書、ヨエル書、アモス書）